# Dicranomyia (Dicranomyia) melanantha
Dicranomyia (Dicranomyia) melanantha is een tweevleugelige uit de familie steltmuggen (Limoniidae). De soort komt voor in het Palearctisch gebied.